# 马本镇区
马本镇区是缅甸掸邦孟密县下辖的一个镇区，治所位于马本。